# Ходаково (Минский район)
Ходаково (бел. Хадако́ва) — деревня в Минском районе Минской области Республики Беларусь. В составе Щомыслицкого сельсовета.

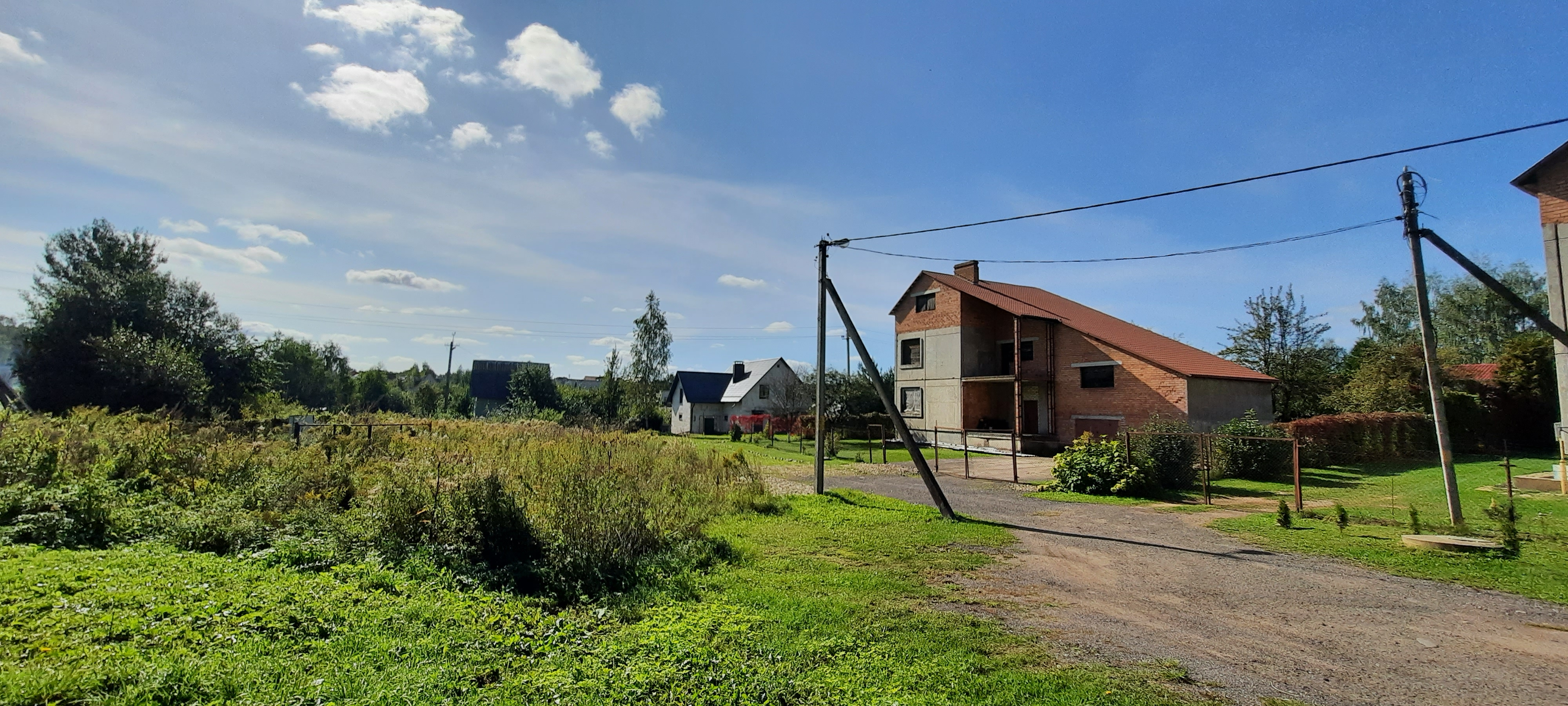

## География
Рядом расположена железнодорожная станция Волчковичи.
Ближайшие населённые пункты Заболотье, Волковичи.

## Население

### Численность
- 2009 год — 32 человек

### Динамика
- 1999 год — 33 человек (перепись населения)
- 2009 год — 32 человек (перепись населения)

## Улицы
- Луговая
- Светская и др.

## Достопримечательность
Недалеко расположен биологический заказник "Прилукский".